# Az Északi-Mariana-szigetek zászlaja
Az első zászló, amelyet 1972-ben kezdtek használni, majd 1976-ban vezettek be hivatalosan, kék volt, nagyméretű fehér csillaggal a közepén, amely a szürke latte kő sziluettje előtt jelent meg (a latte kövek – mészkőoszlopok – a hagyományos kialakítású házak falát erősítették). 1989-ben az embléma körül virág- és kagylófüzért helyeztek el. Apróbb módosításokat eszközöltek a zászlón 1991-ben és 1995-ben is.
A kék a Csendes-óceán színe, amely szeretettel, békésen öleli körül a szigeteket, a csillag pedig a Közösség jelképe. A latte kő a chamorrók kultúráját szimbolizálja. A négyféle virágból (ylang-ylang, seyur, ang'gha, teibwo) font koszorú az őslakosok kultúrájának a szimbóluma.